# 金斯林站
金斯林站（英語：King's Lynn railway station）是英國英格蘭諾福克郡金斯林的一座鐵路車站，為芬線的北端終點站。啟用於1846年10月27日，目前的車站建於1871年。